# Prosopocoilus downesii
Prosopocoilus downesii es una especie de coleóptero de la familia Lucanidae.

## Distribución geográfica
Habita en Bioko (Guinea Ecuatorial).